# Petrozavodský fenomén
Petrozavodský fenomén je označení atmosférického jevu, který byl zaznamenán v noci na 20. září 1977 v okolí ruského města Petrozavodsk. Stovky lidí pozorovaly nad Oněžským jezerem zářící objekt ve tvaru medúzy, z něhož sršely zlaté paprsky. Jeho velikost byla odhadnuta okolo sto metrů, po sedmi minutách úkaz zmizel, ale zprávy o neidentifikovaných létajících objektech přicházely během podzimu 1977 z celé severovýchodní Evropy. Zaznamenány byly také poruchy elektřiny i spalovacích motorů, v okolních řekách a jezerech došlo v následujících dnech k abnormálnímu rozšíření vodních řas. O případu obsáhle informoval sovětský tisk, byla vytvořena vyšetřovací komise vedená Felixem Zigelem. Oficiální verdikt zněl, že pozorovaným létajícím objektem byla družice Kosmos 955.  